# بیلانه
بیلانه (به لهستانی:  Bielany) یک منطقهٔ مسکونی در لهستان است که در ورشو واقع شده‌است. بیلانه ۳۲٫۳ کیلومتر مربع مساحت و ۱۳۴٬۸۵۴ نفر جمعیت دارد.